# Vabre (Avairon)
Vabre de l'Abadiá (en francès Vabres-l'Abbaye) és un municipi francès del sud de l'Avairon, situat entre Ròcafòrt (francès: Roquefort-sud-Soulzon) i Silvanés (francès: Sylvanès), a la regió administrativa d'Occitània. Vabre forma part del cantó i nucli urbà de Santa Àfrica.

## Geografia
La vila està situada a tres-cents metres d'altitud, a la secció meridional del Massís Central, i creuada pel riu Dourdou de Camarés, afluent del Tarn, molt a prop de la confluència amb el Sorgues.

## Història
L'existència de la fortalesa de Peira Alba està testificada en 596, quan Xildebert, rei d'Austràsia la va assetjar per reduir els senyors, que s'havien rebel·lat.
El 7 de novembre de 862, el Comte de Tolosa, Ramon I, va donar les seves terres a Vabre a una comunitat de monjos benedictins, que fugien del Perigord a causa de les invasions normandes, perquè fundessin una abadia. L'abadia va ser consagrada en 863 i en 865, Na Berta, la vídua del comte, li'n va cedir trenta-quatre massos.
El 13 d'agost de 1317, el segon papa d'Avinyó, Joan XXII, originari de Caors, jutjant que la diòcesi de Rodés era massa extensa, va elegir l'abadia de Vabre com a seu d'una nova diòcesi que estaria formada per cent trenta parròquies. La creació d'aquest bisbat va implicar la creació d'un capítol i la construcció d'una catedral.
El 1568, bandes armades calvinistes manades per Jacques de Crussol (1540 - 1584), duc d'Usès, van prendre la ciutat a l'assalt, van desvalisar els seus habitants, cremaren els arxius, robaren els tresors i metalls preciosos, destruïren la catedral, el Palau episcopal i, finalment, calaren foc a la ciutat.
El 1790, hom creà el departament de l'Avairon i suprimì la diòcesi de Vabre, que es va unir novament a la de Rodés.
El 1793, durant la Revolució Francesa, la catedral va ser devastada per segona vegada, aquest cop pel futur general Lamarque (1770 - 1832) que va fer desmuntar els marbres de l'altar per construir un monument a la glòria de Marat.